# Bering-Seewolf
Der Bering-Seewolf (Anarhichas orientalis) ist das pazifische (daher „östliche“, orientalis) Pendant zum Atlantischen Seewolf (Katfisch, A. lupus).

## Merkmale
Er erreicht (nachgewiesen) 112 cm Länge bei 15 kg Gewicht und einem Alter von 17 Jahren (wird aber wahrscheinlich auch größer und älter). Der fast zylindrische Rumpf ist hell- bis dunkelbraun marmoriert (mitunter fast gebändert). Die kleine rundliche Schwanzflosse wird von der Rücken- und Afterflosse fast berührt. Flossenformel: D 83-86, A 54, C 19, P 22. Im Oberkiefer stehen vier Paar Reißzähne; das Gebiss wirkt insgesamt aber etwas weniger wuchtig als beim Katfisch.

## Lebensweise
Über die Biologie ist sehr wenig bekannt. Die Nahrung besteht aus Schnecken (z. B. Buccinum), Muscheln (z. B. Mya), Krabben, Seeigeln (z. B. Strongylocentrotus), Seesternen, mitunter auch Fischen. Gelaicht wird im Oktober und November. Zweifellos bewacht er seinen Klumpen sehr großer Eier. Allein die lokalen Eskimos (Alaska, Kanada) betreiben Subsistenzfischerei auf ihn, so dass er noch nicht gefährdet sein dürfte.

## Verbreitung
Felsige Schelfgebiete (10–100 m Tiefe) des Nordpazifiks zwischen Hokkaidō, den Aleuten und Alaska, aber nur stellenweise nachgewiesen. Noch weniger weiß man über seine arktische Verbreitung – er ist hier nur vom Bathurst Inlet (Kanada) nachgewiesen.

## Weblink
- Bering-Seewolf auf Fishbase.org (englisch)